# Michael Stuart Brown
Michael Stuart Brown (Nova Iorque, 13 de abril de 1941) é um médico geneticista e químico estadunidense.
Foi agraciado, junto com Joseph Goldstein, com o Nobel de Fisiologia ou Medicina de 1985, por elucidar o metabolismo do colesterol no organismo humano.